# Reprezentacja Kanady w unihokeju mężczyzn
Reprezentacja Kanady w unihokeju mężczyzn – drużyna reprezentująca Kanady w rozgrywkach międzynarodowych w unihokeju mężczyzn.

## Udział w imprezach międzynarodowych

### Mistrzostwach Świata
| Rok     | M                 | Z                 | R                 | P                 | Suma              | +/-               | Miejsce           |
| ------- | ----------------- | ----------------- | ----------------- | ----------------- | ----------------- | ----------------- | ----------------- |
| MŚ 1996 | nie brali udziału | nie brali udziału | nie brali udziału | nie brali udziału | nie brali udziału | nie brali udziału | nie brali udziału |
| MŚ 1998 | nie brali udziału | nie brali udziału | nie brali udziału | nie brali udziału | nie brali udziału | nie brali udziału | nie brali udziału |
| MŚ 2000 | nie brali udziału | nie brali udziału | nie brali udziału | nie brali udziału | nie brali udziału | nie brali udziału | nie brali udziału |
| MŚ 2002 | nie brali udziału | nie brali udziału | nie brali udziału | nie brali udziału | nie brali udziału | nie brali udziału | nie brali udziału |
| MŚ 2004 | nie brali udziału | nie brali udziału | nie brali udziału | nie brali udziału | nie brali udziału | nie brali udziału | nie brali udziału |
| MŚ 2006 | nie brali udziału | nie brali udziału | nie brali udziału | nie brali udziału | nie brali udziału | nie brali udziału | nie brali udziału |
| MŚ 2008 | nie brali udziału | nie brali udziału | nie brali udziału | nie brali udziału | nie brali udziału | nie brali udziału | nie brali udziału |
| MŚ 2010 | 5                 | 2                 | 0                 | 3                 | 25:40             | -15               | 11.miejsce        |
| MŚ 2012 | 5                 | 1                 | 0                 | 4                 | 25:61             | -36               | 13.miejsce        |
| MŚ 2014 | 6                 | 2                 | 0                 | 4                 | 26:35             | -9                | 12.miejsce        |
| Razem   | 16                | 6                 | 0                 | 10                | 76:136            | -60               |                   |

### Kwalifikacje do MŚ
| Rok  | M | Z | R | P | Suma  | +/- | Miejsce |
| ---- | - | - | - | - | ----- | --- | ------- |
| 2010 | 2 | 2 | 0 | 0 | 17:10 | +7  | 1/2     |
| 2012 | 2 | 0 | 0 | 2 | 11:15 | -4  | 2/2     |
| 2014 | 2 | 1 | 0 | 1 | 33:6  | +27 | 2/3     |
| 2016 | 2 | 2 | 0 | 0 | 33:6  | +27 | 1/3     |